# Murga (musique)
Pour les articles homonymes, voir Murga.

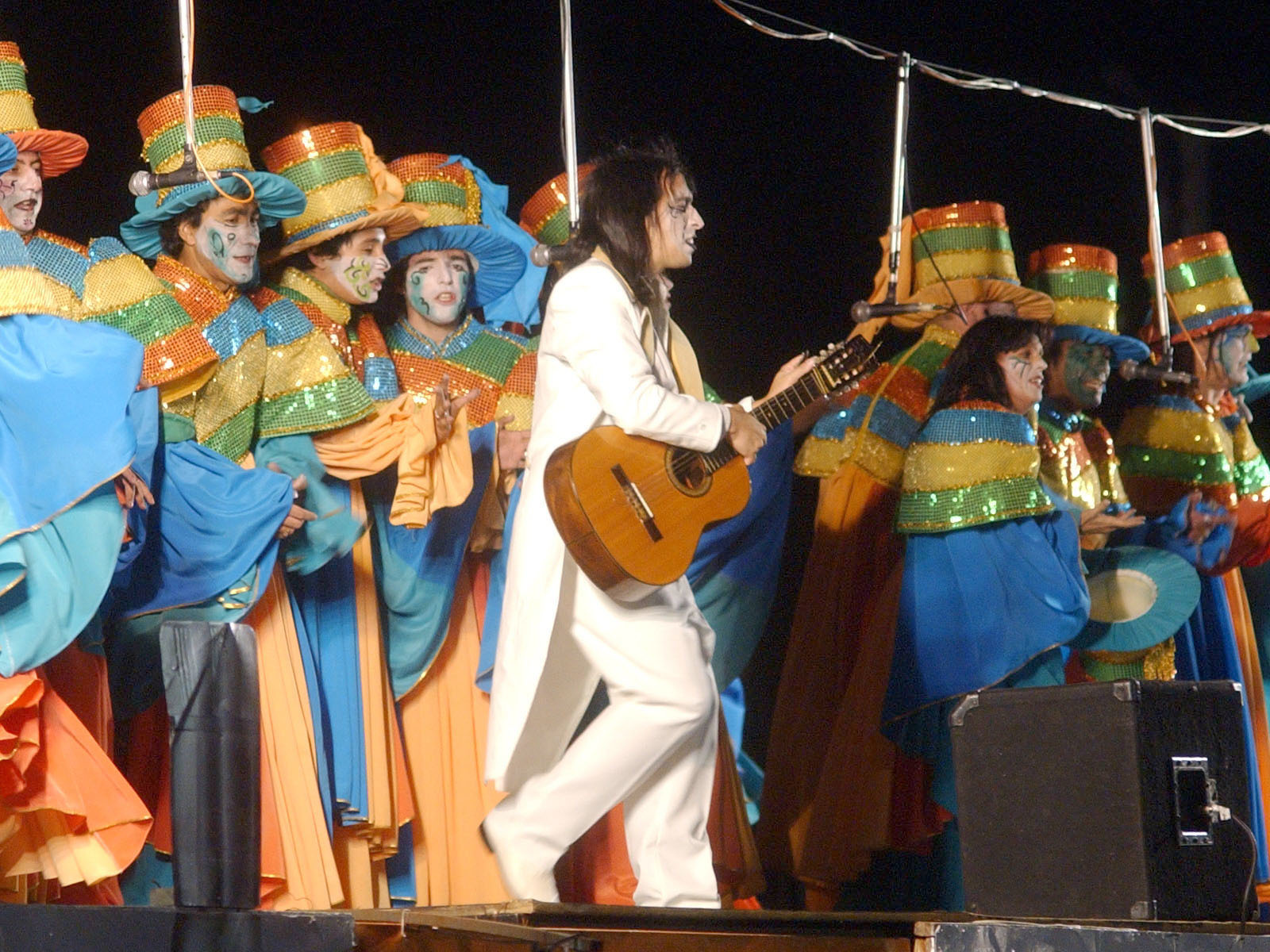
Un groupe de murga

La murga désigne à la fois un genre musical et une formation musico-théâtrale traditionnelle en Uruguay, en Argentine et en Espagne qui évolue dans le contexte des fêtes du Carnaval. Le mot "murga", d'origine espagnole, est introduit dans la région du Rio de la Plata au début du XXe siècle par une compagnie espagnole de zarzuela originaire de Cadix. Un parfait exemple de murga argentine est la chanson Matador du groupe Los Fabulosos Cadillacs. Celle-ci inclut l'usage d'un sifflet, un élément très typique dans la murga argentine.
La murga est un phénomène qui fusionne plusieurs disciplines : la musique, le théâtre et la danse. 
Elle naît dans le contexte du carnaval des régions du Rio de la Plata. Si elle a des origines noire, elle est avant tout le résultat d'une fusion complexe de différentes cultures.
Sur le plan musical les voix sont accompagnées de percussions: la caisse claire, le bombo, ou grosse caisse et les cymbales, jouées à la main à partir de 1915. La murga intègre et fusionne différents rythmes comme la marcha camion (rythme  d'origine militaire), le Candombe ou la Zamba. L'aspect théâtral est inspiré du Carnaval de Venise et de la Comedia dell' Arte.
L’aristocratie joua un certain rôle dans son développement: dès 1850, le premier carnaval officiel est. Au début du XXe siècle, le carnaval devient surtout le fait de l’immigration espagnole et italienne, qui sort dans les rues avec des charrettes à lait décorées comme des carrosses... L’aristocratie commence à se retirer. Dernièrement, la murga a été extraite du carnaval pour être présente à longueur d’année. Ses chansons et sa musique sont utilisées comme éléments de protestation contre la difficile situation sociale du peuple rioplantense (uruguayen et argentin). Ses paroles reflètent les problématiques actuelles du pays.

## L’héritage dutango

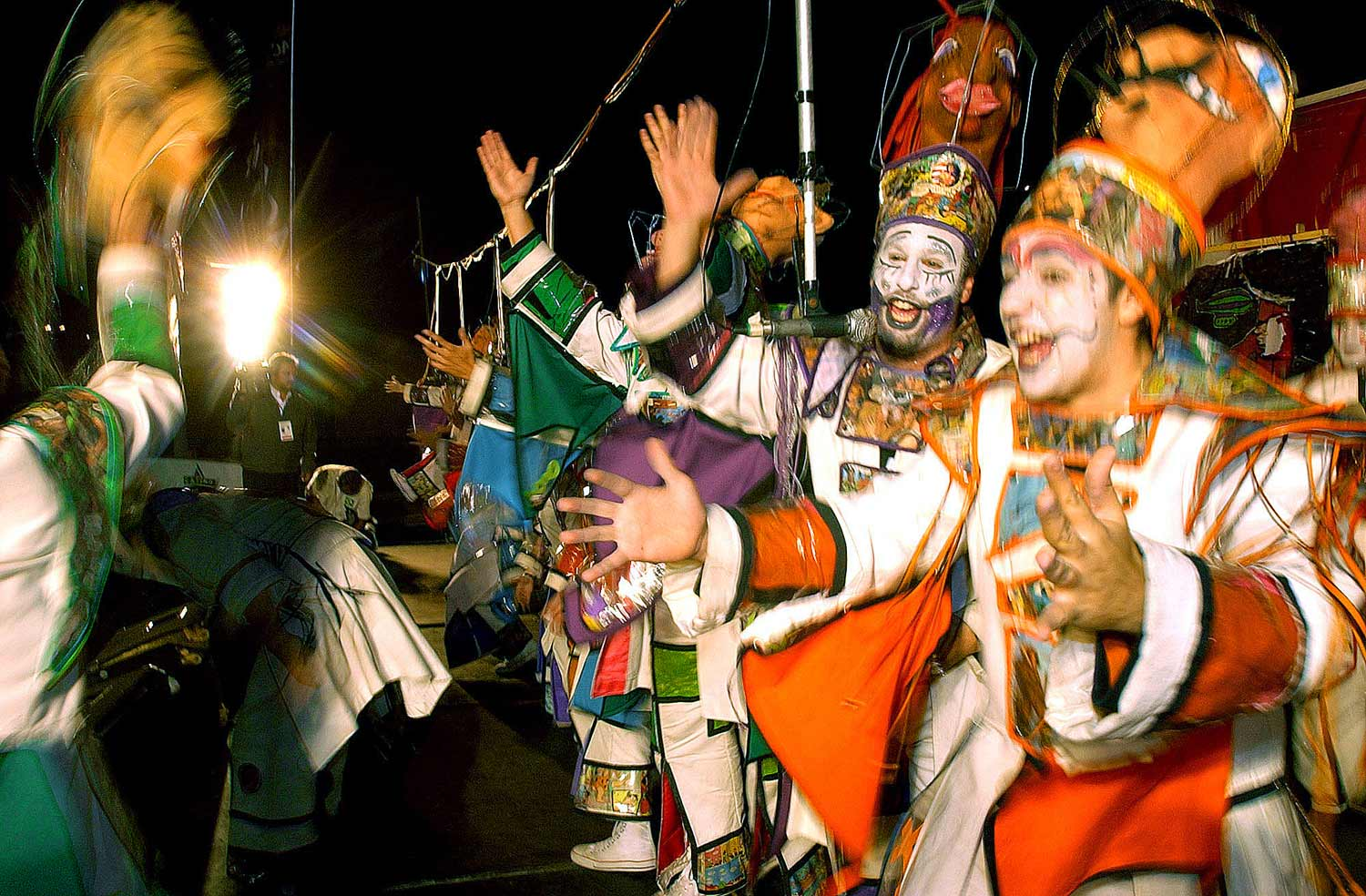
Un groupe de murga

La murga révèle clairement l’héritage noir des uruguayens et des argentins ; la négritude, dans toute sa splendeur, se conserve dans la murga. D’importants danseurs de tango ont aussi été d’importants danseurs de murga. La murga leur donnait la possibilité de s’exprimer librement, de laisser de côté les préjugés et les codes des bals populaires pour s’abandonner, corps et âme, à la transe magique de cette danse. La murga uruguayenne, « la catharsis du tango », est le moment où la passion contrôlée du tanguero explose et s’exprime sans limite jusqu’au saut le plus haut d’une mantanza (dernière partie des séquences de la murga, quand le danseur, accompagné par le tambour et les cymbales crée des sauts énergiques dans l’air).

## Influences
Le style musical ou les structures rythmiques de la murga sont parfois incorporés dans la musique populaire uruguayenne, par exemple dans les arrangements chez des artistes tels que Jaime Roos (en), Rubén Rada (en), No Te Va Gustar, Máximo Diego Pujol (en) Washington Luna (es), ou Alejandro Balbis (en). Chez des artistes argentins également, comme Bersuit Vergarabat, Los Auténticos Decadentes, Ariel Prat (es) et Los Fabulosos Cadillacs.